# لوكاس ماي
لوكاس ماي (بالإنجليزية: Lucas May)‏ هو لاعب كرة قاعدة أمريكي، ولد في 24 أكتوبر 1984 في لاس فيغاس في الولايات المتحدة.

## وصلات خارجية
- لوكاس ماي على موقع دوري كرة القاعدة الرئيسي (الإنجليزية)
- لوكاس ماي على موقعبيزبول رفرنس.كوم (الدوري الرئيسي) (الإنجليزية)
- لوكاس ماي على موقعبيزبول رفرنس.كوم (الدوري الثانوي) (الإنجليزية)